# Luciola filiformis
Luciola filiformis is een keversoort uit de familie glimwormen (Lampyridae). De wetenschappelijke naam van de soort is voor het eerst geldig gepubliceerd in 1913 door filiformis E. Olivier.